# Kisgörbő
Kisgörbő is een plaats (község) en gemeente in het Hongaarse comitaat Zala. Kisgörbő telt 234 inwoners (2001).

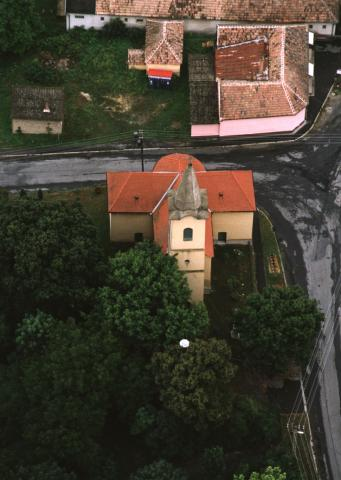
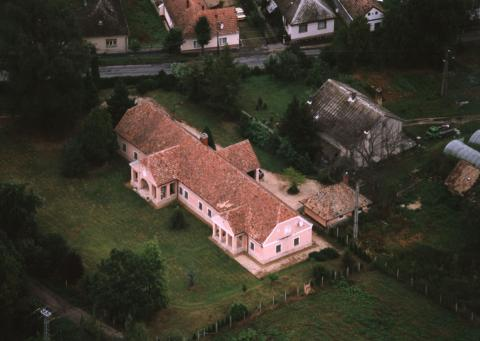